# Lusitanops hyaloides
Lusitanops hyaloides é uma espécie de gastrópode do gênero Lusitanops, pertencente a família Raphitomidae.